# Асвеста, София
София Асве́ста (род. 5 июня 2000 года, Лимасол, Кипр) — кипрская и российская дзюдоистка. Участница Летних Олимпийских игр в Париже. Двухкратная чемпионка Кипра (2018, 2022). Призёрка первенства Европы среди юниоров.

## Биография
Родилась София 5 июня 2000 года в курортном городе Лимасол Республики Кипр, где ее отец киприот, а мать русская. Начала заниматься дзюдо достаточно рано после перехода из спортивной гимнастики в дзюдо в возрасте 15 лет. Ее первым тренером был Пиерос Леонида.

## Спортивная карьера
После трёх лет в дзюдо она неожиданно выиграла чемпионат Республики Кипр 2018 года среди взрослых в весе до 52 кг. В ноябре 2020 года заняла третье место на первенстве Европы среди юниоров в хорватском городе Пореч. В 2021 году добыла бронзовую медаль на кубке Европы среди взрослых в Дубровнике. В 2022 году во второй раз выиграла чемпионат Кипра. В январе 2024 года она получила лицензию для участия на Олимпийских играх в Париже. Участница престижнейших турниров серии «Большой шлем» (Токио, Анталья, Баку и Ташкент). В апреле 2024 года заняла пятое место на чемпионате Европы, который проходил в столице Хорватии Загребе. В июле 2024 года выступила на Летних Олимпийских играх в Париже, где в первом круге одолела марокканскую спортсменку Сумию Ирауи, но во втором круге потерпела поражение от француженки Амандин Бюшар и выбыла из гонки за медаль.

## Спортивные достижения
- Взрослый уровень:
  - Чемпионат Республики Кипр 2018, 2022 — ;
  - Кубок Европы 2021 (Дубровник, Хорватия) — ;

- Юниорский уровень:
  - Первенство Республики Кипр 2018, 2020 — ;
  - Кубок Европы 2019 (Афины, Греция) — ;
  - Кубок Европы 2019 (Сараево, Босния и Герцеговина) — ;
  - Первенство Европы 2020 (Пореч, Хорватия) — ;

## Личная жизнь
Живет и тренируется в городе Туапсе в Спортшколе № 1 и в спортивном клубе Христодулидис Джудо Академи. Имеет двойное гражданство — Республики Кипр и Российской Федерации.